# مطر

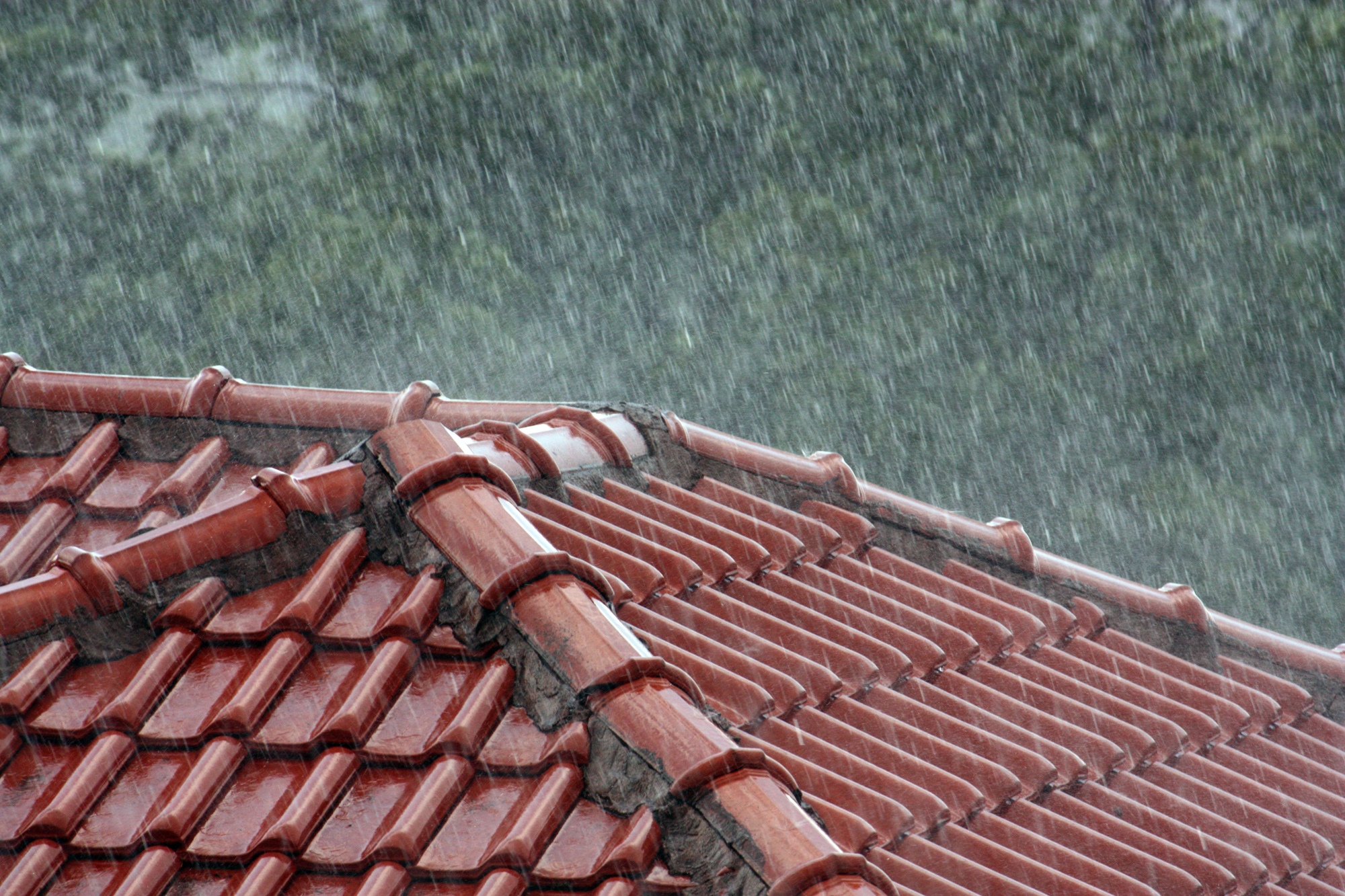
مطر غزير في اليونان.

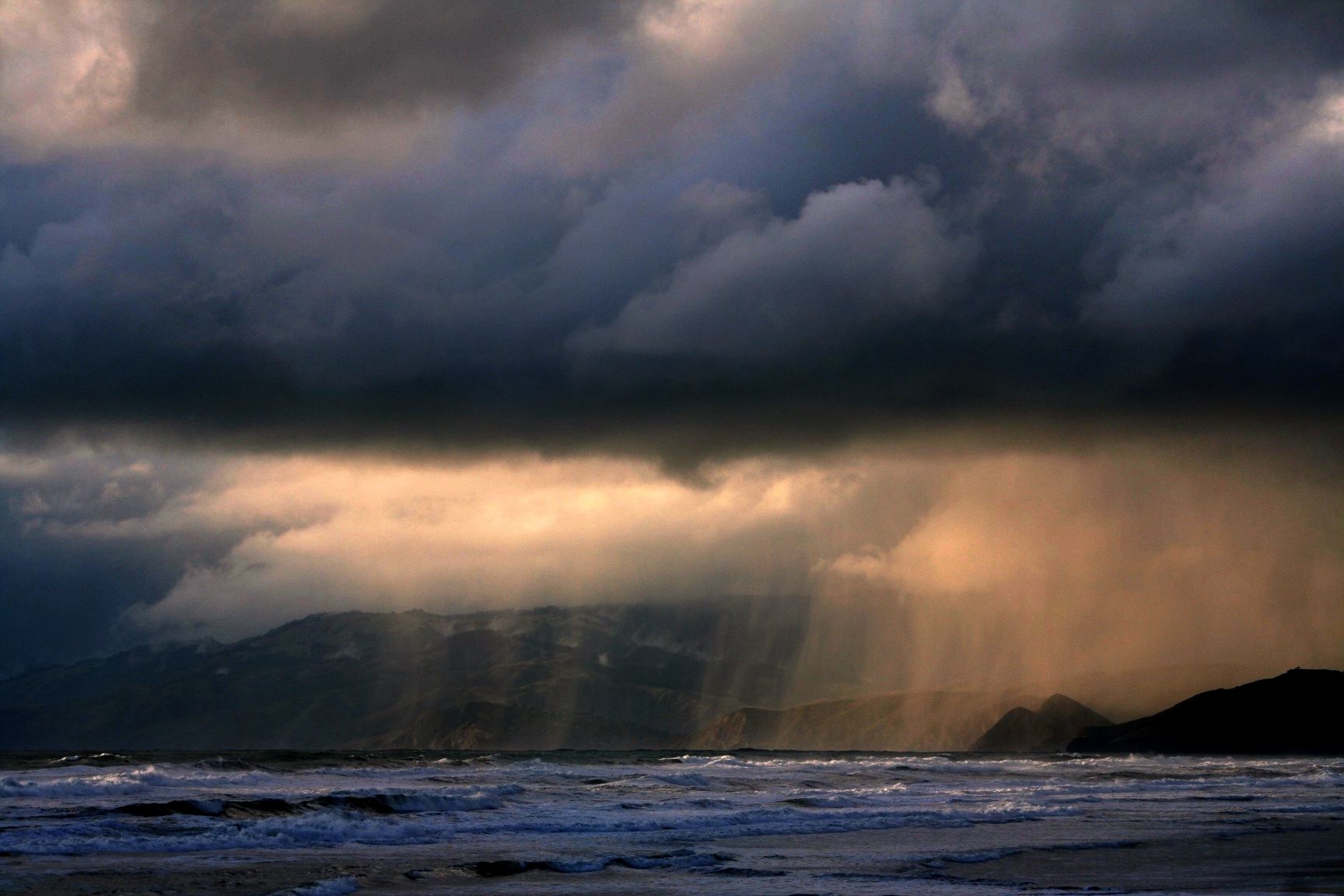
سحب ممطرة

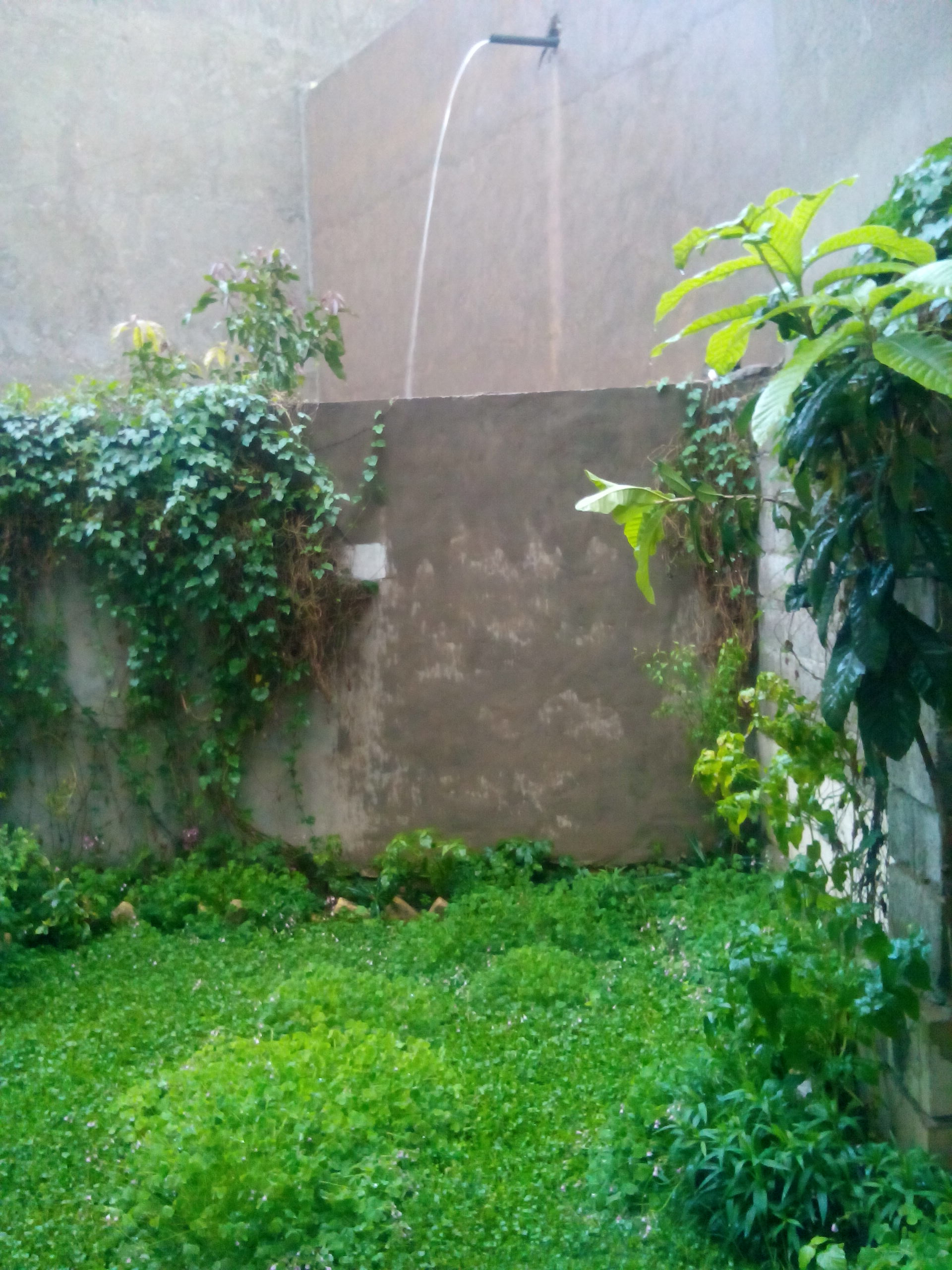
حديقة في بغداد أثناء هطول المطر

المَطَرُ هو شكل من أشكال قطرات الماء المتساقطة من السحاب في السماء. وأنواع الأمطار ثلاثة، أمطار تصاعدية وهي التي تحدث بسبب تقلُّص الهواء الرطب القريب من سطح الأرض، والأمطار التضاريسية تحدث بسبب التقاء الرياح الرطبة القادمة من البحر بمناطق مرتفعة، والأمطار الإعصارية وتكون بسبب التقاء رياح مختلفة في درجة حرارتها ورطوبتها.
يعد المطر من ضروريات الحياة فبدون المطر تموت الأرض التي تعيش عليها جميع الكائنات الحية.

## طبيعة المطر
تتشكل قطرات المطر عندما تتحد قطيرات الماء الصغيرة في السحب، أو عندما تنصهر أشكال التساقط مثل الجليد والمطر الثلجي والبرد. وتسقط الأمطار على معظم أنحاء العالم، ويكون التساقط في المناطق المدارية على شكل أمطار، أما في القارة المتجمدة الجنوبية وفي بعض الأماكن الأخرى في العالم فيكون التساقط ثلجا.
وتتفاوت قطرات المطر في أحجامها تفاوتا كبيرا، كما تتفاوت في سرعة سقوطها، إذ يتراوح قطر القطرات ما بين 0,5 و6,4 ملم، فالقطرة الأكبر هي الأسرع في السقوط. وعند مستوى سطح البحر تصل سرعة سقوط قطرة المطر التي يصل قطرها 5 ملم إلى حوالي تسعة أمتار في الثانية (9م/ث). أما الرذاذ، الذي يتألف من قطيرات صغيرة، يقل قطرها عن 0,5 ملم، فإن سرعة الواحدة منها تصل إلى 2,1 م/ث أو أقل من ذلك نظرا لمقاومة الهواء.
ويعتمد شكل قطرة المطر على حجمها؛ فقطرة المطر التي يقل قطرها عن 1 مليمتر يكون شكلها كرويا، ومعظم القطرات الكبيرة تتفلطح عند السقوط. أما الجليد فله أشكال بلورية مختلفة.

## دور المطر
والمطر ضروري للحياة، لأنه يمد الإنسان والحيوان والنبات بالماء، ويُلاحظ أن مظاهر الحياة تكاد تنعدم في المناطق التي تعاني قلة الماء، أو قلة سقوط الأمطار عليها. وتساعد الأمطار على منع فقدان التربة السطحية القيمة بإيقاف العواصف الرملية. كما أن الأمطار تنظف الهواء من الغبار والملوثات الكيميائية.
ويمكن أن تكون الأمطار ضارة أيضاً مثل ظاهرة المطر الحمضي التي تتشكل عندما تتفاعل الرطوبة مع أكاسيد النيتروجين وثاني أكسيد الكبريت. وتنبعث هذه المواد الكيميائية من المركبات والمصانع ومحطات توليد الطاقة. وتعمل هذه الأمطار على تلويث مياه البحيرات والجداول، مشكلة بذلك خطورة على الحياة المائية، كما تُلوث الأمطارُ الحقولَ مسببةً تلفاً للمحاصيل، والأشجار والتربة. فكثرة الأمطار قد تخلق اضطراباً في الاتصالات وتسبب الفيضانات وتدمر الممتلكات وتُسرع فقدان التربة السطحية.

## قياس الأمطار
تقاس الأمطار بعدة طرق:

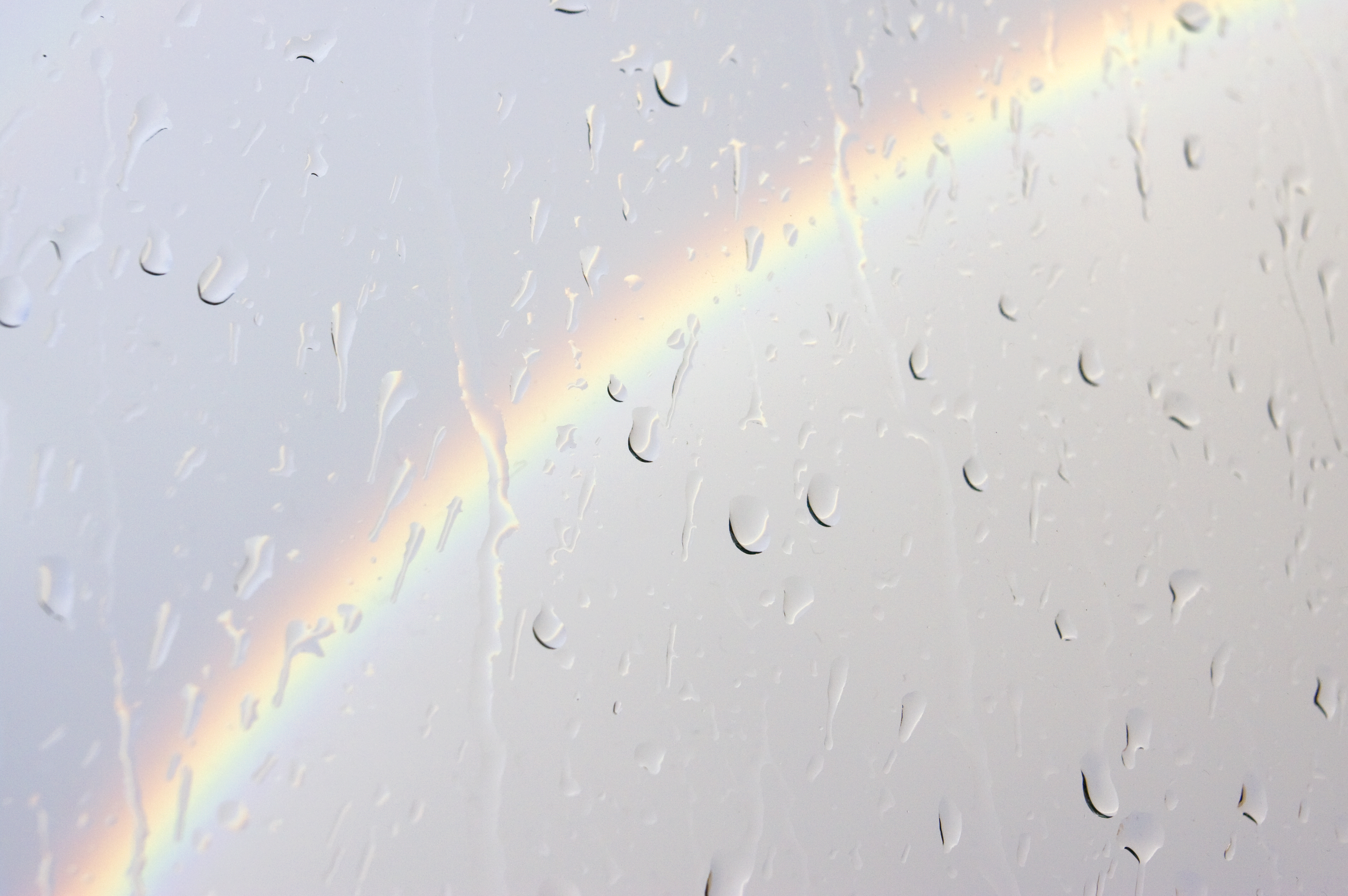

يعد الممطار أكثرها شيوعا، وهو أسطوانة بها أنبوب ضيق يتصل بقمع في الأعلى، وعندما تسقط الأمطار في القمع تجري في الأنبوب إلى حيث تقاس الكمية بمخبار أو دورق مدرج خاص.
وتستعمل شبكة من المماطير لقياس كمية التساقط في إقليم ما، وتثبت المماطير في الفصل الممطر أو الرطب بحيث تكون متباعدة بحوالي 15كم. أما في الفصل الجاف، فتوضع بشكل متقارب، لأن زخات خفيفة من المطر، قد تحدث في نطاق ضيق. وعادة ما تستخدم المماطير على مستوى الأرض. وتتمثل كمية الأمطار السنوية لمنطقة ما بجملة ما تم جمعه في هذه المقاييس من أمطار خلال السنة.
هناك بعض الأجهزة تقيس غزارة الأمطار، وهي تمثل معدل التساقط في فترة محدودة، وتكون عادة ساعة واحدة من اليوم. ويمكن استخدام الممطار ذي الميزان (مقياس المطر الوزني) لهذه الغاية. ويحتوي هذا الجهاز على وعاء موضوع على ميزان، وعندما تكون مياه المطر في الوعاء، فإن وزن الماء يضغط على الميزان إلى الأسفل، وتسجل هذه الحركة في حاسوب وتحول إلى أرقام ذات معنى.
وفي بعض الأحيان يقيس علماء الأرصاد الجوية الأمطار بوساطة رادار الطقس، حيث يرسل هذا الجهاز الإلكتروني موجات راديوية تنعكس من قطرات المطر وتسمى الموجات المنعكسة الصدى، وتظهر على الشاشة نقطا مضيئة. وتدل شدة لمعان النقط على حجم قطرات المطر وعددها، لذلك يدل الصدى على كمية الأمطار وغزارتها. كما أن الرادار يقيس الأمطار التي لا تتمكن المقاييس العادية من قياسها، نظرا لتباعدها الكبير في جميع المناطق.

## أسباب سقوط الأمطار

### النظرية الأولى
نظرية الاندماج تنشأ الأمطار من بخار الماء في الغلاف الجوي، ويتكون بخار الماء عندما تتسبب حرارة الشمس في تبخر الماء من المحيطات وغيرها من المسطحات المائية، فيبرد الهواء الرطب الدافئ عندما يرتفع، وتقل كمية البخار التي يمكنه حملها، وتسمى درجة الحرارة التي لا يمكن للهواء عندها أن يستوعب كمية إضافية من الرطوبة نقطة الندى، فإذا انخفضت درجة الحرارة إلى حد ما دون نقطة الندى، يتكاثف بخار الماء على شكل رذاذ مشكلا السحب. ويتكاثف بخار الماء على شكل جسيمات متناهية في الصغر تسمى نويات التكاثف. وتتألف هذه النويات من الغبار وأملاح البحار والمحيطات، وبعض المواد الكيميائية المنبعثة من المصانع وعوادم السيارات، وعند تكاثف بخار الماء تنطلق حرارة، تجعل السحب ساخنة، ويساعد هذا التسخين على دفع السحب إلى أعلى، وبذلك تصبح أكثر برودة. وقد فسر تكون قطرات الأمطار في مثل هذه السحب بنظرية الاندماج ونظرية البلورات الثلجية. وتنطبق هذه النظرية على الأمطار المتكونة فوق المحيطات وفوق المناطق المدارية. وبناء على هذه النظرية، فإن مختلف أحجام قطرات الماء الأكبر تسقط بصورة أسرع من القطرات الأصغر منها. وبناء على ذلك، فإن هذه القطرات تصطدم بالقطرات الصغرى ومن ثم تضمها إليها. وتدعى هذه العملية الاندماج. فإذا سقطت قطرة كبيرة من الماء مسافة 1,5كم في إحدى الغيوم، فإنها قد تدمج معها مليون قطيرة، وبهذه الطريقة، تصل القطرة إلى ثقل لا يستطيع الهواء تحمله، فيسقط بعضها على الأرض على شكل قطرات المطر، وتتحطم القطرات المتبقية التي يزيد قطرها عن 6ملم إلى رذاذ. وتتحرك هذه القطرات إلى أعلى، إذا ارتفعت السحابة بسرعة، ثم تسقط مرة أخرى وتتكرر عملية الاندماج.

### النظرية الثانية

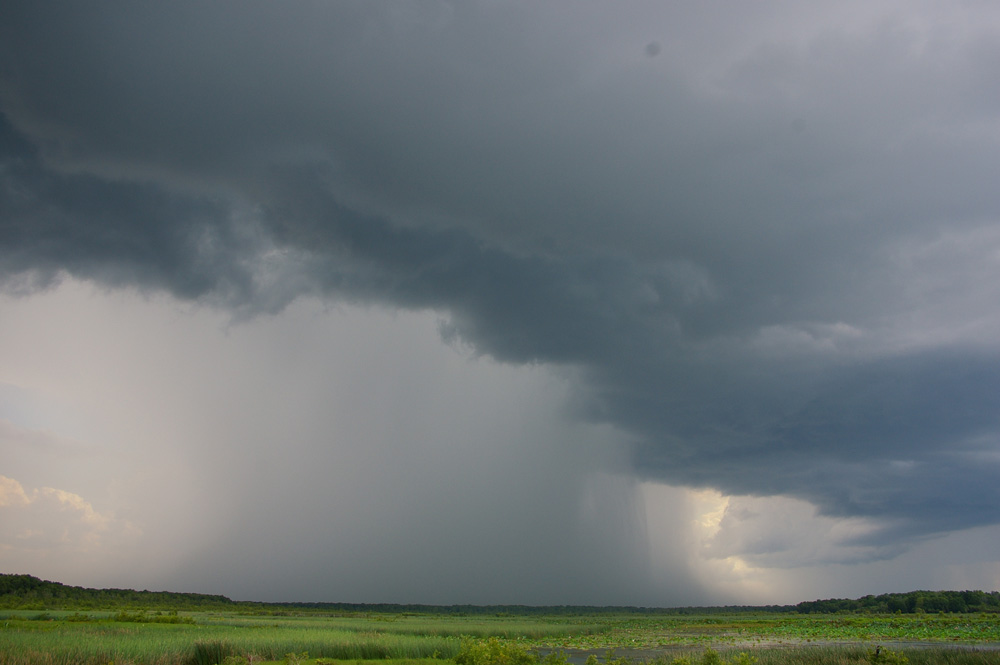

نظرية البلورات الثلجية تفسر هذه النظرية معظم مظاهر التساقط في المناطق المعتدلة. فعملية تكون الأمطار بناء على هذه النظرية، تعتبر أكثر حدوثا من ظاهرة الاندماج؛ إذ تحدث عملية البلورات الثلجية في السحب التي تقل درجة حرارة الهواء فيها عن الصفر المئوي (درجة تجمد الماء).
وفي معظم الحالات، تضم مثل هذه السحب قطرات من مياه فائقة البرودة، تبقى في حالة السيولة رغم تدني درجة حرارتها إلى ما دون الصفر المئوي. وتكون البلورات الثلجية في هذا النوع من السحب في شكل جسيمات مجهرية تدعى نويات الثلج. وتحتوي هذه النويات الثلجية على جسيمات متناهية الصغر من التربة، أو الرماد البركاني.
وتتكون البلورات الثلجية، عندما تتجمد القطرات فائقة البرودة على النويات الثلجية. فعندما تنخفض درجة الحرارة إلى 40°م تحت الصفر أو أقل، فإن قطرات الماء تتجمد بدون نويات الثلج. وتحت ظروف معينة يمكن أن تتشكل البلورات الثلجية رأسا من بخار الماء. وفي هذه الحالة يبدأ بخار الماء بالترسب على النويات الجليدية، بدون أن يمر بحالة السيولة.
ويزداد حجم البلورات الثلجية التي تشكلت قرب القطرات الفائقة البرودة، وذلك عندما يترسب بخار الماء من قطرات السحابة على هذه البلورات. ونتيجة لسقوط البلورات من خلال السحابة، فمن الممكن اصطدامها وانضمامها مع غيرها من البلورات، أو مع القطرات فائقة البرودة. وعندما يصل وزن البلورة إلى حد لايعود الهواء قادرا على حملها، تسقط من السحابة. ومثل هذه البلورات تصبح قطرات المطر، إذا مرت خلال طبقات هوائية تزيد درجة حرارتها على الصفر المئوي.
وتقوم تجارب الاستمطار، أو ما يدعى تطعيم السحب على أساس نظرية البلورات الثلجية. وفي هذه التجارب توضع عدة مواد كيميائية داخل السحب، لتعمل عمل نويات الثلج، وتساعد هذه العملية أحيانا على تحسين فرص تكون البلورات الثلجية.

## أنواع المطر
للمطر ثلاثة أنواع هي:
- مطر تصاعدي: وهو المطر الناتج عن صعود الهواء الرطب كما في مناطق الرهو الاستوائية حيث تشتد الحرارة وتتصاعد التيارات الهوائية إلى طبقات الجو العليا فتبرد ويتكاثف ما بها من بخار الماء فيسقط المطر وتتوقف غزارة هذا المطر على عاملين هما: كمية بخار الماء التي يحملها الهواء ثم درجة حرارة الطبقات العليا التي تصعد إليها السحب ويكثر هذا النوع من الأمطار في المناطق الاستوائية والمدارية حيث يسقط بصورة منتظمة في جميع فصول السنة ويحدث التصاعد الهوائي أثناء النهار الحار ويتساقط المطر في المساء والسحب المصاحبة لهذا النوع من المطر هي الركامي ويتصف المطر بالغزارة وفي هيئة وابل ولهذا قد يضر بالمحاصيل كما أن الجريان السطحي الغزير قد يجرف التربة ويؤدي إلى تعريتها.
- مطر إعصاري: وهو مطر الرياح العكسية التي تكثر بها الانخفاضات الجوية المسماة بالأعاصير ومن أمثلتها أمطار البحر المتوسط وأمطار غرب أوروبا ويتسبب في سقوطه مرور الأعاصير أو الانخفاضات الجوية إذ يحدث أن يجذب الإعصار تيارين هوائيين مختلفي المصدر من حيث درجة الحرارة كأن يأتي تيار من الشمال البارد وآخر من الجنوب الدافئ أو الحار وحينما يتقابلان تحدث عملية تصعيد الهواء الدافئ لأنه أخف وزنا وحينما يعلو فإنه يبرد ويتكاثف ما به من بخار الماء فيسقط المطر ويكثر المطر حينما يكون الهواء الصاعد غزير الرطوبة.
- مطر تضاريسي: وهو المطر الذي يسببه اعتراض الهضاب أو الجبال الرياح المحملة ببخار الماء حيث ترتفع الرياح فوق المرتفعات فتبرد ويتكاثف ما بها من البخار فيسقط المطر مثل أمطار الجهات الموسمية وأمطار الرياح المنتظمة وتكون المنحدرات الجبلية المواجهة لهبوب الرياح أكثر مطرا من المنحدرات المظاهرة لها وتسمى السفوح الجافة التي لا تسقط عليها المطر بمنطقة ظل المطر ويزداد المطر في كميته كلما ازداد الارتفاع حتى يصل إلى مستوى معين يأخذ بعده في التناقص ويكثر مطر هذا النوع في كل الجهات الجبلية مثل جبل اسكندناوه في شمال غرب أوروبا ومرتفعات الأنديز و جبال الروكي في غرب الأمريكتين وجبال شبة جزيرة الهند وخاصة المنحدرات الجنوبية لجبال الهملايا.

## نظم المطر
يعرف التوزيع الفصلي لكمية الأمطار الساقطة على كل إقليم من الأقاليم وهذا ما يعرف بنظم المطر وهي:
- النظام الاستوائي: يظهر هذا النظام في الأقاليم الواقعة حول خط الاستواء 5 درجات شمالا و5 درجات جنوبا وتسقط فيه الأمطار طول العام وأهم أسباب المطر هنا كثرة التبخر ووجود التيارات الهوائية الصاعدة وكثرة الزوابع ويبلغ متوسط ما يسقط من المطر بين 1.5 - 2 متر في السنة.
- النظام السوداني ويظهر في الأقاليم التي تقع بين خطي عرض 5 درجات - 20 شمال وجنوب خط الاستواء وخاصة في السودان وهضبة البرازيل وأهم ما يميزه سقوط الأمطار صيفا عندما تتعامد عليه الشمس ويبلغ متوسط متوسط ما يسقط من الأمطار حوالي نصف متر في السنة.
- النظام الموسمي ويوجد في المناطق التي تقع جنوب شرق وشرق آسيا وهذا النظام يشبه النظام السوداني من حيث سقوط الأمطار صيفا إلا أن الأمطار الموسمية أشد غزارة ويتراوح متوسط ما يسقط من المطر في هذا النظام بين 0.90- 1.10 متر في السنة ويتذبذب المطر في كميته وفي طول سقوطه من عام لآخر.
- النظام الصحراوي ويوجد بين خطي عرض 18 درجة و30 درجة شمال وجنوب خط الاستواء ويكاد ينعدم به المطر نظرا لوقوع الصحارى في مهب الرياح التجارية التي لاتصل إليها جافة.
- نظام البحر المتوسط يوجد في غرب القارات بين خطي عرض 30 درجة و40 درجة شمالا وجنوبا وتسقط به الأمطار في فصل الشتاء لا سيما شهري نوفمبر وفبراير بسبب هبوب الرياح الغربية العكسية والانخفاضات الجوية التي تصاحبها ويبلغ متوسط كمية المطر نحو نصف متر ويشمل هذا النظام الدول المطلة على البحر المتوسط ويتمثل في كاليفورنيا ووسط شيلي وجنوب غرب كل من أستراليا وأفريقيا.
- النظام الصيني ويوجد في شرق القارات بين خطي عرض 30 درجة و40 درجة شمالا وجنوبا وتساقط الأمطار يكون طول العام وأكثرها في فصل الصيف بسبب هبوب الرياح الموسمية أما في الشتاء بسبب وجود منخفضات جوية ويسود هذا النظام جنوب ووسط الصين وجنوب شرق الولايات المتحدة.
- نظام غرب أوروبا يوجد بين خطي عرض 40 درجة - 60 درجة شمالا وجنوبا على السواحل الغربية للقارات كغرب أوروبا وغرب أمريكا الشمالية إلى الشمال من كاليفورنيا وتسقط به الأمطار طول العام بسبب الرياح الغربية التي تهب على السواحل من ناحية البحر وتشتد الأمطار في الخريف والشتاء بسبب كثرة ورود الأعاصير ويبلغ مجموع المطر السنوي به ما يقرب من 2 متر في المتوسط.
- النظام اللورنسي ويسود في شرق القارات بين خطي عرض 40 درجة و60 درجة شمالا وجنوبا ويسمى بذلك نسبة إلى حوض نهر سنت لورنس بشمال شرق أمريكا الشمالية والأمطار في هذا النظام تسقط طوال العام وتزداد في فصل الصيف.
- نظام الجهات الداخلية ويوجد داخل القارات والأمطار قليلة فيه وأغلبها في فصل الصيف بسبب التيارات الهوائية الصامدة التي تنشط في الفصل الحار ويظهر هذا النظام في شرق أوروبا والسهول الوسطى بأمريكا الشمالية.
- نظام الصحارى الداخلية المعتدلة ويوجد في الجهات الداخلية من القارات في مجال عروض هبوب الرياح العكسية فيوجد في وسط آسيا إلى الشرق من بحر قزوين ولا يسقط المطر إلا إذا نجحت الرياح العكسية وأعاصيرها في الوصول إليها وهذا لا يحدث إلا نادرا.
- الصحارى الباردة أو الجليدية ويسود في شمالي القارات بالنصف الشمالي من الكرة الأرضية على الخصوص حيث تشتد البرودة في المناطق القطبية طول العام والمطر نادر بسبب ارتفاع الضغط وشدة البرودة التي لا تساعد الهواء على حمل بخار الماء ويسقط المطر القليل نحو 25 سم في فصل الصيف الذي لا يتعدى شهرا أو شهرين فيهما ترتفع الحرارة فوق الصفر بقليل.

## اشكال التشتت البيانية
أشكال التشتت البيانية تستخدم هذة الاشكال أكثر ما يكون في حالة الأمطار، لتبيان مدى تباعد كميات الأمطار الشهرية أو السنوية_خلال فترة زمنية معينة _عن معدلها العام، ولرسم اشكال تشتت الأمطار خلال فترة زمنية ولتكن 30 سنة نرسم محورا شاقولياً يمثل كمية المطر ومحورا افقيا يمثل أشهر السنة ثم نقيم على المحور الافقي 12 عمود كل منها يمثل شهراً ثم نوقع كميات الأمطار الشهرية في امكنتها بنقط بالحجم المناسب.

## رائحة الأرض بعد سقوط المطر
يطلق على رائحة الأرض بعد سقوط المطر اسم البيتريكور، ويعد مركب جيوسمين مسؤولاً عنها.